# Октант (инструмент)

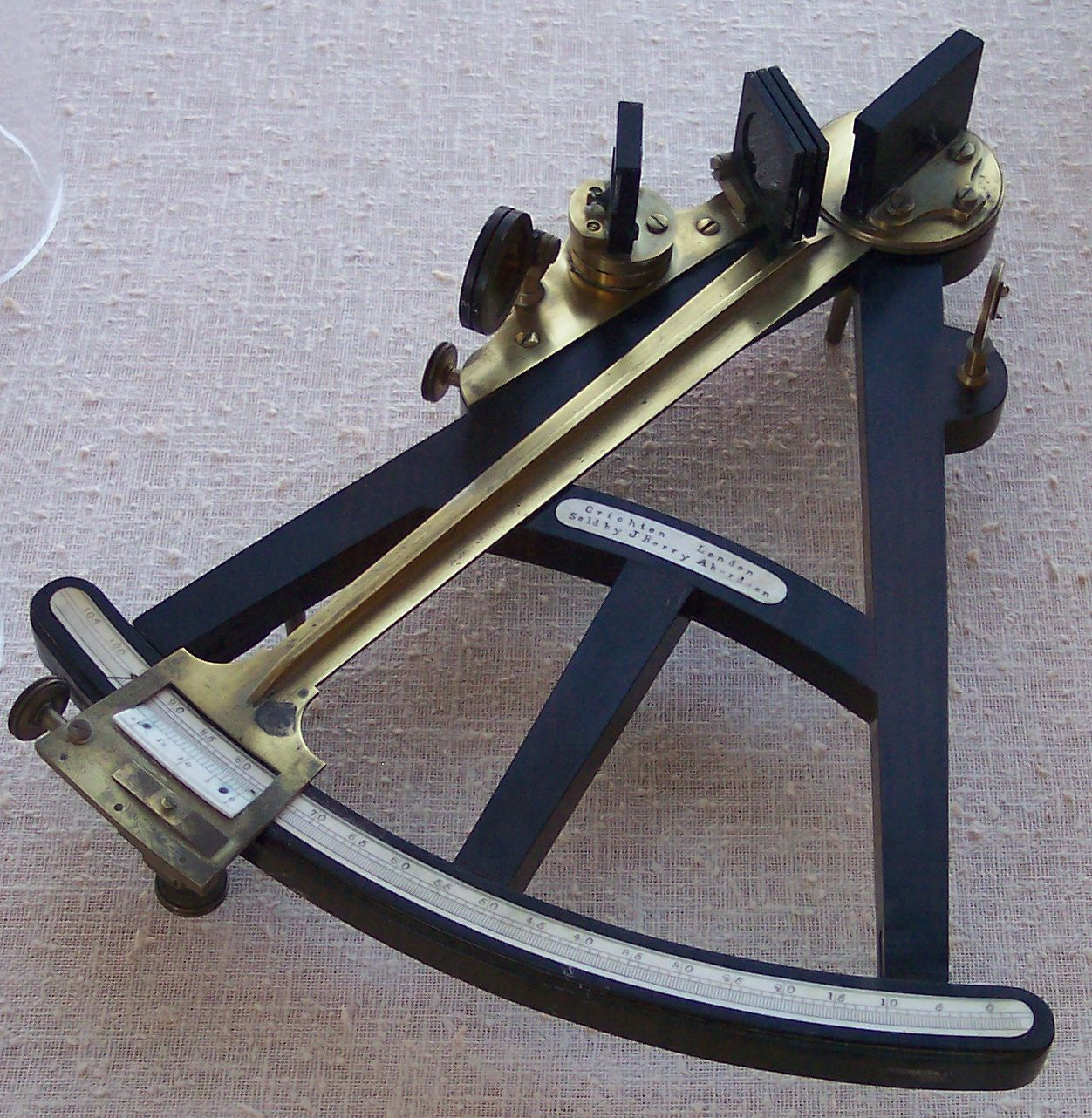
Октант

Окта́нт (окта́н, гадле́ев квадра́нт) — прибор, применявшийся в морской навигации и предназначенный для измерения углов. Его название произошло от латинского слова octans («восемь»), так как шкала октанта составляет 45° (1/8 часть окружности). Октант может измерять углы до 90°. С его помощью можно также измерить расположение звезды на небе.
Октант изобретён английским астрономом и математиком Джоном Хэдли (Гадлеем) вместе со своими братьями Джорджем (1685—1768) и Генри (1687—?) и был представлен в 1731 году в Лондонском королевском обществе. Первый октант был изготовлен из латуни. Сначала он назывался «квадрантом Хэдли». Октант стал предшественником секстанта.
Также в 1731 году Томас Годфри разработал октант в США независимо от Хэдли.
Так как октант может измерять углы до ограничения в 90°, в конце XVIII века его вытеснил секстант. С начала 1930-х до конца 1950-х годов было разработано несколько типов авиационных октантов для ориентирования в небе.

Если судно шло в виду береговой черты, то штурманы, сверяясь с лоцией, уточняли место по счислению, если же вокруг было только открытое море, то приходилось вычислять обсервованное место по звёздным светилам. Ночью это были звёзды, а днём солнце. За несколько минут до полудня штурманы выносили из своей каюты величайшую ценность — Гадлеев квадрант в XVIII веке и секстан в XIX.
– Ну-ка, – кричали штурманы своим помощникам, – тащите сюды карту меркарторскую, синусы со склонениями солнечными да таблицы майеровские! Счас колдовать будем!
Ровно в полдень измерили они и рассчитали широту, а в сумерках, измерив лунное расстояние и поколдовав над майеровской казуистикой, высчитали и долготу. Всё, теперь, зная своё точное место, можно было не бояться скал и рифов, а смело прокладывать курс и продолжать плавание туда, куда вёл их приказ.
— В. В. Шигин, «Жизнь на палубе и на берегу», часть II, глава I «Хорошая вахта сама стоит»